# Simonas Daukantas
Simonas Daukantas (Kalviai, kod Skuodasa, 26. listopada 1793. – 6. prosinca 1864.), litavski povjesničar, autor nekoliko svezaka povijesti litavskoga naroda (o državi Litvi, gorštacima (Kalnėnai) i Žemaitima (Žmuđanima)) na litavskomu jeziku, prve takve vrste.
Školovao se u Vilniusu, na tamošnjem sveučilištu. Zbog slučajâ „Filomat” i „Filaret”, primio je svoju diplomu 1825. Nakon što je neko vrijeme radio u Rigi, putovao je u Petrograd, gdje je proveo većinu vremena proučavajući Litavsku Metriku. 
1850. vratio se u domovinu.
Napisao je četiri velike knjige:
- Darbai senųjų lietuvių ir žemaičių (1822.),
- Istorija žemaitiška (1838.),
- Būdas senovės lietuvių, kalnėnų ir žemaičių (1845.) i
- Pasakojimas apie veikalus lietuvių tautos senovėje (1850.).

To je bila prva litavska povijest na litavskomu jeziku.  

## Vanjske poveznice
- Opus  Arhivirana inačica izvorne stranice od 7. lipnja 2007. (Wayback Machine)